# Холодов Дмитро Юрійович
Холодов Дмитро Юрійович (рос. Холодов Дмитрий Юрьевич; 21 червня 1967, Загорськ (нині Сергієв Посад) — 17 жовтня 1994, Москва) — російський журналіст, відомий своїми репортажами про корупцію в російській армії. Дмитра Холодова вбили, передавши йому кейс із захованим вибуховим пристроєм, який спрацював, коли журналіст повернув ключ. Внаслідок розслідування вбивства Дмитра Холодова спершу висунули звинувачення ряду підозрюваних, пов'язаних із російською армією, проте згодом їх декілька разів виправдали, і злочин залишається нерозкритим досі. Вбивство Дмитра Холодова стало першим гучним вбиством журналіста у Росії.

## Життєпис
Батьки Дмитра були спеціалістами у сфері комп'ютерної техніки і працювали в Центральному науково-дослідному інституті точного машинобудування у Москві. Дмитро навчався у школі № 5 Климовськa. Після служби в армії навчався у Московському інженерно-фізичному інституті, який закінчив з відзнакою; деякий час працював інженером у тому ж інституті, де й батьки, а також кореспондентом на радіо в Климовську. Також Дмитро подорожував на велосипеді — об'їхав близько 60 міст.
З серпня 1992 р. почав працювати у газеті «Московський комсомолець». Саме репортажі журналіста, присвячені корупції в російській армії і опубліковані у цій газеті, його колеги-журналісти вважають причиною його вбивства. Зокрема, Дмитро Холодов звинувачував у корупції тодішнього міністра оборони Росії Павла Грачова. Як наслідок, за вказівкою Грачова журналіста перестали допускати на прес-конференції міністерства оборони Росії.
У певний момент невідомі залишили для Дмитра у вокзальній камері схову кейс, у якому, на його думку, були документи про нелегальну торгівлю зброєю. Коли 17 жовтня 1994 р. він спробував відкрити кейс, спрацював вибуховий пристрій. Сталося це в редакції газети МК, де Дмитро працював. Від вибуху також постраждали троє працівників редакції.

## Розслідування вбивства
В справі щодо вбивства Дмитра Холодова у 1998—99 рр. затримали шестеро осіб:
- Павло Поповських, полковник у відставці;
- Володимир Морозов, командир загону спецпризначення 45-го окремого розвідувального полку, майор;[5]
- Констянтин Барковський, колишній десантник;
- Олександр Сорока, офіцер Повітряно-десантних військ РФ;
- Констянтин Мирзоянц, колишній командир загону спецпризначення;
- Олександр Капунцов, заступник директора охоронної фірми «Росс».

За даними слідства, тодішній міністр оборони Грачов доручив Павлу Поповських домогтися припинення публікацій газети «МК» з критикою міністерства. Згодом на судових слуханнях Грачов заявляв, що «Хтось з моїх підопічних мене неправильно зрозумів», і що він не мав на увазі фізичну ліквідацію Холодова.
Проте усіх підозрюваних виправдали 26 червня 2002 р. (Московський окружний воєнний суд). 27 червня 2003 р. Воєнна колегія Верховного суду РФ скасувала виправдувальний вирок і справу знову скерували до суду. 10 червня 2004 року Московський окружний воєнний суд знову виправдав усіх підсудних, і встановив, що при розслідуванні прокуратура здійснила ряд порушень: незаконне тримання під вартою, допит без адвоката, затримання без достатніх підстав. 14 березня 2005 р. законність виправдувального вироку підтвердила Воєнна колегія Верховного суду РФ.
Згодом частина колишніх обвинувачуваних через суд домоглись фінансових компенсацій за незаконне утримання під вартою (Павло Поповських — 2,5 млн руб., Констянтин Мирзоянц — 9 млн 771 тис. руб., Олександр Сорока — 4,8 млн руб., Володимир Морозов — 9,9 млн руб., Констянтин Барковський — 7 млн 973 тис. руб.).
Розслідування продовжується з 2007 р., проте причетних до вбивства журналіста досі не встановили.

### Європейський суд з прав людини
Батьки Дмитра у 2005 р. подали позов до Європейського суду з прав людини. Вони звинувачували російську владу у порушенні статей № 2 та № 13 Європейської конвенції з прав людини і порушення свободи слова. Проте, суд відмовив у розгляді позову, оскільки у 1994 р. Росія ще не приєдналася до Європейської конвенції з прав людини, а також у зв'язку з іншими формальними причинами.